# Cubeta (química)

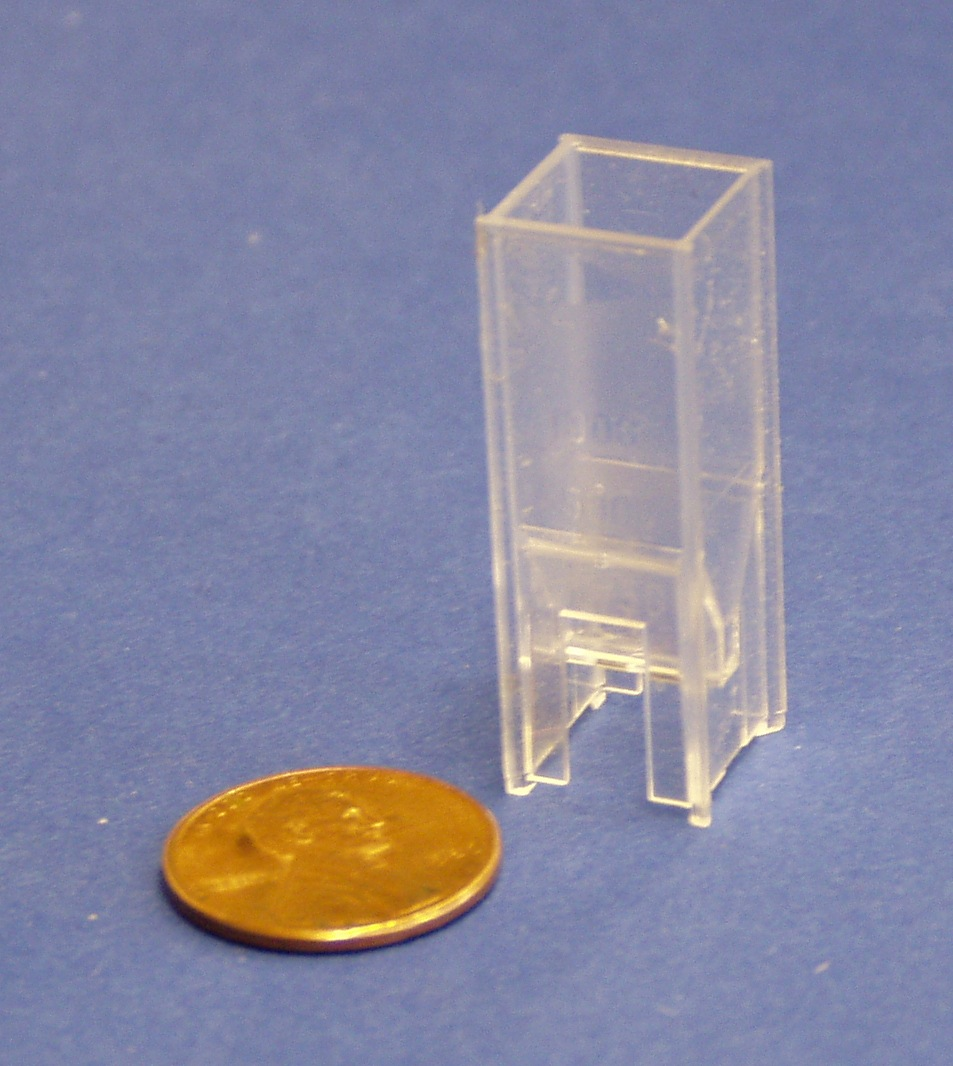
Una cubeta desechable, de plástico.

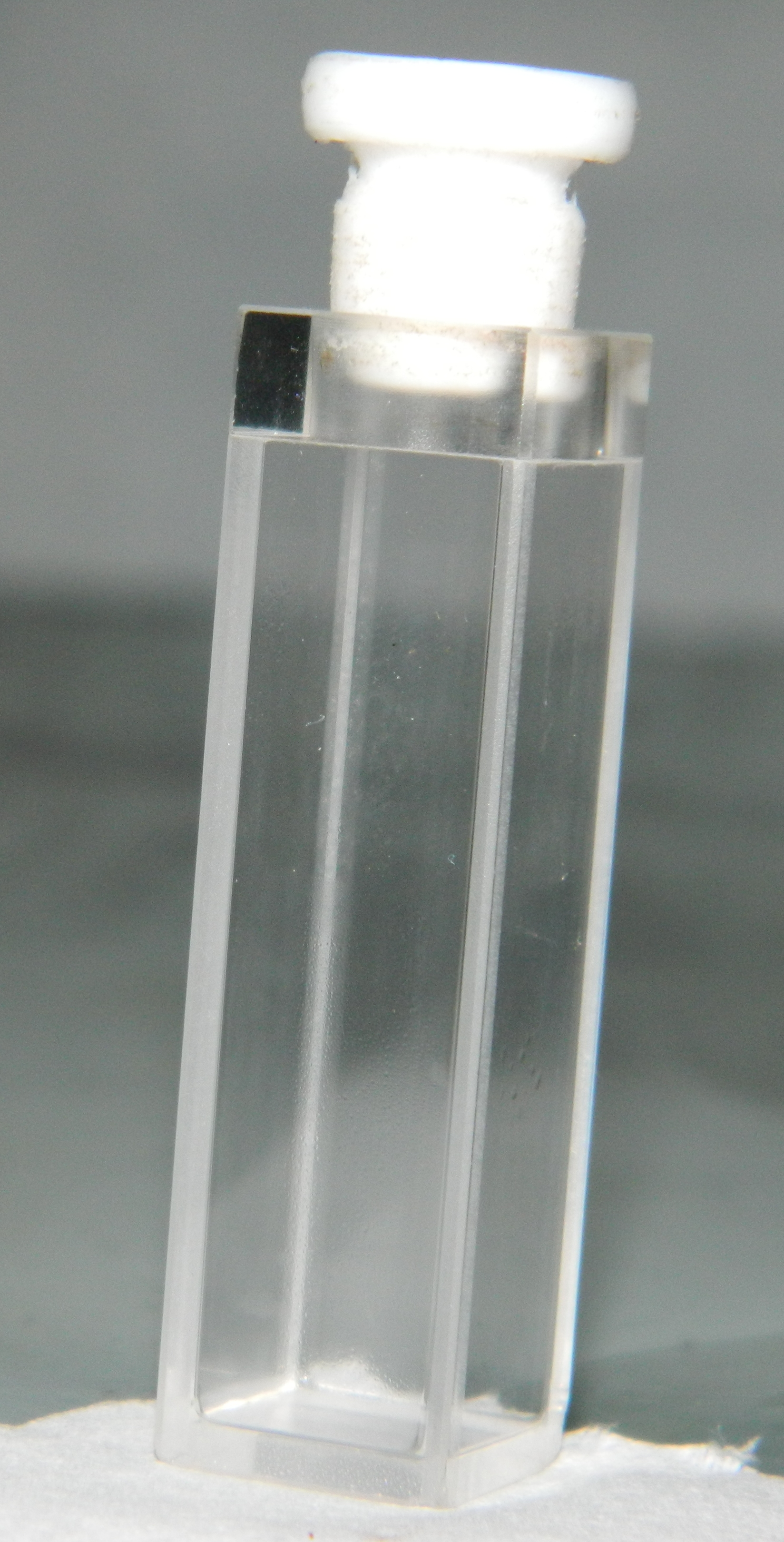
Una cubeta de cuarzo.

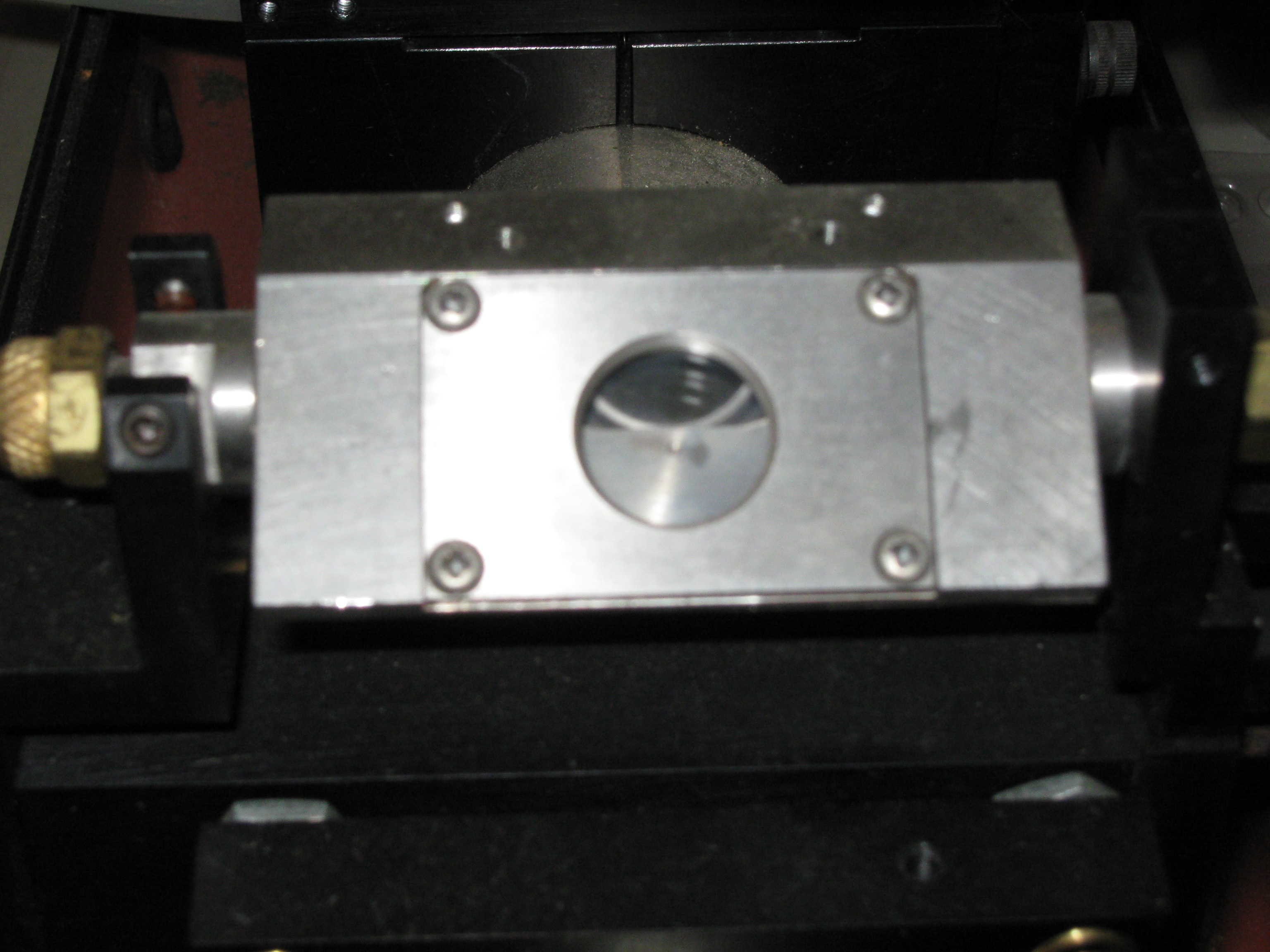
Cubeta usada con un láser de color.

Una cubeta o cubeta de espectrofotómetro es un pequeño tubo de sección circular o cuadrada, sellado en un extremo, fabricado en plástico, vidrio o cuarzo (transparente a la luz ultravioleta) y diseñado para mantener las muestras durante los experimentos de espectroscopía. Las cubetas deben ser tan claras o transparentes como sea posible, sin impurezas que puedan afectar a una lectura espectroscópica. Al igual que un tubo de ensayo, una cubeta puede estar abierta a la atmósfera por la parte superior o tener una tapa para sellarla. También se puede utilizar Parafilm para sellarla.

## Características y tipos
Las cubetas de bajo costo son redondas y tienen un aspecto similar a los tubos de ensayo. Las cubetas desechables de plástico se utilizan a menudo para análisis espectroscópicos rápidos, donde la velocidad es más importante que una exactitud elevada.
Algunas cubetas sólo son transparentes en dos caras opuestas, de manera que sólo pueda pasar el rayo de luz a través de ese par de caras. En ese caso, las otras dos caras opacas poseen cierta rugosidad para permitir un fácil manejo. Las cubetas utilizadas en espectroscopia de fluorescencia deben ser transparentes en sus cuatro caras pues la fluorescencia se mide en ángulo recto con respecto a la trayectoria del haz para limitar las contribuciones del propio haz incidente. Algunas cubetas, conocidas como cubetas tándem, tienen una barrera de cristal que se extiende hasta 2/3 de su altura interior, por lo que las medidas se pueden tomar, en primer lugar, con las dos disoluciones separadas, y posteriormente cuando se mezclan. Normalmente, las cubetas miden 1 cm (0,39 pulgadas) de ancho, para permitir cálculos fáciles de los coeficientes de absorción. También existen cubetas cuyo camino óptico es menor (de 5 mm o de 1 mm) o mayor (2 cm) que las de longitud estándar. Otras cubetas están preparadas para permitir el flujo de reactivos a su través para medidas rápidas, e incluso existen cubetas termostatizadas.
Las cubetas utilizadas en experimentos de dicroísmo circular no deben someterse a tensión mecánica, pues ello produce birrefringencia en el cuarzo, afectando a las mediciones efectuadas.

## Tipos de cubetas
Existen diferentes tipos de cubetas para uso general, según las diferentes longitudes de onda utilizables:
| Material                               | Rango de transmisión (longitudes de onda) | Zona del espectro | Tolerancia en transmisión |
| -------------------------------------- | ----------------------------------------- | ----------------- | ------------------------- |
| Cristal óptico o vidrio borosilicatado | De 380 a 780 nm                           | Visible           | 0,5% a 365 nm             |
| Plástico                               | De 380 a 780 nm                           | Visible           |                           |
| Cuarzo fundido                         | Menos de 380 nm                           | Ultravioleta      |                           |
| Cuarzo UV                              | 185 nm,                                   | Ultravioleta      | 1% a 220 nm               |
| Cuarzo ES (cuarzo silicatado fundido)  | De 190 a 2000 nm                          | Ultravioleta      | 1% a 220 nm               |
| Cuarzo IR                              | De 220 a 3500 nm                          | Infrarrojo        | 1% a 2730 nm              |

El rango de transmisión es la zona del espectro en la que el material tiene una transmitancia superior al 80%.